# Philip Anderson (medicus)
Philip Carr Anderson (Grand Rapids (Michigan), 25 december 1930 - Columbia (Missouri), 31 oktober 2000) was een Amerikaans hoogleraar en arts.

## Opleiding
Anderson studeerde aan de Universiteit van Michigan waar hij in 1955 afstudeerde als arts. Hierna ging hij werken als arts-assistent in opleiding in het St. Luke's Hospital in Cleveland, Ohio en daarna diende hij twee jaar als militair arts in het Navy Medical Corps van de Amerikaanse marine. Hierna rondde hij zijn coschappen af en ging onderzoek doen aan de universiteit.

## Werkzaamheden
In 1963 werd hij benoemd aan de universiteit tot assistant professor en in 1966 kreeg hij de Markle Scholar Award die jaarlijks uitgereikt wordt aan 25 wetenschappers voor hun uitmuntend potentieel in het academisch-medisch werkveld. Van 1967 tot 1968 was hij speciaal medewerker en onderzoeker voor het Nationaal Instituut voor Gezondheid in Bethesda (Maryland). Hierna was hij tot zijn pensionering in 1998 hoogleraar en voorzitter van het departement Dermatologie van de Universiteit van Michigan. Gedurende zijn voorzitterschap zette hij een uitgebreid trainingsprogramma voor artsen in opleiding op op het gebied van de dermatologie.

## Erkenning
In 1987 werd hij door de universiteit onderscheiden met de hoogste eer, de Faculti Alumni Award. In 1999 kreeg hij van de American Academy of Dermatology een onderscheiding voor zijn werk voor de organisatie van en training van toekomstige dermatologen. Hij stond onder zijn studenten bekend als een creatief collegegever die er niet voor schroomde om een heel college te besteden aan William Shakespeare in plaats van een dermatologisch onderwerp met de onderliggende gedachte dat het geen kwaad kon als studenten alles zouden leren. Anderson was getrouwd en had drie kinderen.